# Canton d'Aubagne-Est
Le canton d'Aubagne-Est est une ancienne division administrative française située dans le département des Bouches-du-Rhône, dans l'arrondissement de Marseille.
Il est supprimé à la suite du redécoupage cantonal de 2014.

## Composition
Le canton d'Aubagne-Est se composait d’une fraction de la commune d'Aubagne et de cinq autres communes. Il comptait 40 778 habitants (population municipale) au 1er janvier 2012.
| Nom                  | Code Insee | Intercommunalité                   | Population (dernière pop. légale)               |
| -------------------- | ---------- | ---------------------------------- | ----------------------------------------------- |
| Aubagne (chef-lieu)  | 13005      | Métropole d'Aix-Marseille-Provence | Fraction : 10 186(2012) Commune : 45 290 (2016) |
| Carnoux-en-Provence  | 13119      | Métropole d'Aix-Marseille-Provence | 6 684 (2014)                                    |
| Cassis               | 13022      | Métropole d'Aix-Marseille-Provence | 7 333 (2014)                                    |
| Cuges-les-Pins       | 13030      | Métropole d'Aix-Marseille-Provence | 4 977 (2014)                                    |
| Gémenos              | 13042      | Métropole d'Aix-Marseille-Provence | 6 179 (2014)                                    |
| Roquefort-la-Bédoule | 13085      | Métropole d'Aix-Marseille-Provence | 5 423 (2014)                                    |

## Représentation
| Période | Période | Identité       | Étiquette       | Qualité                |
| ------- | ------- | -------------- | --------------- | ---------------------- |
| 2004    | 2015    | Roland Giberti | UDF puis NC-UDI | Cadre Maire de Gémenos |

## Historique
Période 1833 à 2003 : voir canton d'Aubagne.
Ce canton a été créé en 2003. Avant ce redécoupage, le canton d'Aubagne comprenait les communes d'Aubagne, de Gémenos, de La Penne-sur-Huveaune et de Cuges-les-Pins. Les communes de Carnoux-en-Provence, de Cassis et de Roquefort-la-Bédoule étaient rattachées au canton de La Ciotat.

## Démographie
| 2006   | 2011   | 2012   |
| ------ | ------ | ------ |
| 39 429 | 40 779 | 40 778 |